# Chaetodontoplus meredithi
Chaetodontoplus meredithi е вид бодлоперка от семейство Pomacanthidae. Видът не е застрашен от изчезване.

## Разпространение и местообитание
Разпространен е в Австралия (Лорд Хау).
Обитава крайбрежията и скалистите дъна на морета, лагуни и рифове. Среща се на дълбочина от 10 до 50 m, при температура на водата от 23,3 до 26,5 °C и соленост 35,1 – 35,5 ‰.

## Описание
На дължина достигат до 25 cm.
Популацията на вида е стабилна.